# DTM 2001
DTM 2001 kördes över 10 omgångar, med Bernd Schneider som mästare för Mercedes. Laurent Aïello vann Audis första seger i det nya DTM, och slutade femma.

## Delsegrare
| Bana         | Vinnare         | Märke    |
| ------------ | --------------- | -------- |
| Hockenheim   | Bernd Schneider | Mercedes |
| Nürburgring  | Laurent Aïello  | Audi     |
| Oschersleben | Marcel Fässler  | Mercedes |
| Sachsenring  | Bernd Schneider | Mercedes |
| Norisring    | Uwe Alzen       | Mercedes |
| Lausitzring  | Peter Dumbreck  | Mercedes |
| Nürburgring  | Laurent Aïello  | Audi     |
| A1-Ring      | Bernd Schneider | Mercedes |
| Zandvoort    | Uwe Alzen       | Mercedes |
| Hockenheim   | Bernd Mayländer | Mercedes |

## Slutställning
| Plats | Förare          | Märke    | Poäng |
| ----- | --------------- | -------- | ----- |
| 1     | Bernd Schneider | Mercedes | 161   |
| 2     | Uwe Alzen       | Mercedes | 101   |
| 3     | Peter Dumbreck  | Mercedes | 88    |
| 4     | Marcel Fässler  | Mercedes | 76    |
| 5     | Laurent Aïello  | Audi     | 75    |
| 6     | Patrick Huisman | Mercedes | 61    |
| 7     | Thomas Jäger    | Mercedes | 43    |
| 8     | Mattias Ekström | Audi     | 38    |
| 9     | Manuel Reuter   | Opel     | 35    |
| 10    | Christian Abt   | Audi     | 29    |